# Камподено
Камподено (итал. Campodenno) је насеље у Италији у округу Тренто, региону Трентино-Јужни Тирол.
Према процени из 2011. у насељу је живело 430 становника. Насеље се налази на надморској висини од 546 м.

## Становништво
| 1931. | 1936. | 1951. | 1961. | 1971. | 1981. | 1991. | 2001. |
| ----- | ----- | ----- | ----- | ----- | ----- | ----- | ----- |
| 1.605 | 1.482 | 1.554 | 1.517 | 1.457 | 1.386 | 1.390 | 1.436 |